# Monumento a Lisandro de la Torre
El Monumento a Lisandro de la Torre es una escultura realizada en su honor, ubicada en el barrio de San Nicolás en la Ciudad de Buenos Aires, Argentina.
Lisandro de la Torre (Rosario, 6 de diciembre de 1868 – Buenos Aires, 5 de enero de 1939) fue un político argentino.
Se recibió de abogado en 1890, por la Universidad de Buenos Aires. Su tesis sobre régimen municipal, así como otros trabajos, lo llevaron a pensar la importancia de la autonomía municipal, la cual sería incluida recién en la reforma de la Constitución Argentina de 1994. En 1898 fundó el periódico La República.
El monumento, obra de Carlos de la Cárcova, fue inaugurado el 19 de mayo de 1973, en los últimos días de la dictadura de Alejandro Lanusse, ya triunfante Héctor Cámpora en las elecciones del mes de marzo y a pocos días de su asunción como Presidente. La obra comprende un basamento de hormigón armado, fundado sobre hormigón común y mampostería, constituido por un respaldo elevado, terminado en hormigón martelinado y el pedestal totalmente revestido con granito gris de Cosquín. El respaldo elevado presenta en su parte posterior dos bajorrelieves alegóricos de granito gris, y en su parte inferior una fuente revestida en el mismo material, dotada de equipo para recirculación permanente del agua, con dos vertederos de bronce, e incluyen, asimismo, dos leyendas alusivas con letras de bronce. Sobre el pedestal ubicado en la parte frontal del respaldo se levanta la figura, fundida en bronce estatuario, de Lisandro de la Torre. El conjunto escultórico está delimitado por una acera de casetones de granito desgrosado y las dimensiones máximas del monumento en planta se extiende a 2,65 x 2,35 metros con altura de 5,60 metros. La obra le fue adjudicada al escultor Carlos de la Cárcova por fallo unánime del jurado en 1965. El 29 de julio de 1969 se dispuso la ubicación del monumento, y el 29 de diciembre de 1971 se firmó el contrato para iniciarlo.
Aunque la decisión de levantar un monumento a Lisandro de la Torre había sido adoptada por el Congreso durante la presidencia de Arturo Illía, fue la dictadura iniciada por Juan Carlos Onganía la que llevaría adelante el proyecto, en particular durante la presidencia de Alejandro Lanusse. En la materialización de este proyecto no eran ajenos los planes de la dictadura a nivel político ideológico. El Partido Demócrata Progresista, integrándose en la Fuerza Federalista Popular, había postulado a la presidencia a la fórmula Manrique-Martínez Raymonda. El primero había sido ministro de Bienestar Social de Lanusse y cuando se inauguró el monumento, ya triunfante el peronismo tras las elecciones de marzo, no se escapó en los discursos inaugurales de los representantes del lanussismo una hipócrita “defensa de la democracia y la libertad” frente a la “intolerancia” peronista. Pero desde el Partido Demócrata Progresista, el sector disidente encabezado por Juan Carlos Molina denunció las maniobras de la dictadura. Señaló éste que el Partido Demócrata Progresista había traicionado a Lisandro de la Torre por su aventurerismo político. Los ideales democráticos del fundador del partido habían sido dejados de lado por una dirección funcional al lanussismo. A Lisandro de la Torre le tocó vivir los últimos años de su vida frente al desarrollo del fascismo y lo calificó de una contrarrevolución de las clases poderosas con el pretexto de la lucha anticomunista, para aniquilar a la clase media y corromper a las clases proletarias.
Sobre el lateral del monumento que mira hacia la calle Esmeralda, el monumento contaba con una placa de bronce con la frase de Lisandro de la Torre que decía: “Sé que no llegaré, pero llegará la juventud si estudia, trabaja y persevera”. La misma fue vandalizada durante los disturbios que siguieron la crisis económica del 2001.
Cerca del monumento, en Esmeralda 22, se encontraba la casa en la cual se suicidó Lisandro de la Torre el 5 de enero de 1939. Actualmente se encuentra allí la Plaza Roberto Arlt.